# Iwan Slesjuk
Iwan Slesjuk (polnisch: Iwan Słeziuk, ukrainisch Іва́н Слезю́к; * 14. Januar 1896 in Schywatschiw, Österreich-Ungarn (heute Ukraine); † 2. Dezember 1973 in Iwano-Frankiwsk) war Bischof der Ukrainischen Griechisch-Katholischen Kirche von Iwano-Frankiwsk im früheren Galizien. Er wurde 2001 von Papst Johannes Paul II. seliggesprochen.

## Leben
Iwan Slesjuk war Seminarist am Priesterseminar der Erzeparchie Stanisławów und wurde 1923 von Hryhorij Chomyschyn, dem Bischof von Stanisławów, zum Priester geweiht. Zwischen 1923 und 1935 arbeitete Slesjuk als Katechist im Gymnasium und dem Priesterseminar in Stanisławów. Im April 1945, vor der Verhaftung Hryhorij Chomyschyns, ernannte dieser ihn zum Koadjutorbischof und weihte ihn zum „Geheimbischof“. Am 17. Januar 1947 folgte er als Amtsnachfolger. Am 30. November 1968 weihte er Sofron Dmyterko zum „Geheimbischof“, der später sein Nachfolger werden sollte.

## Martyrium und Seligsprechung
Im Juni 1945 nahm man Bischof Slesjuk fest und verurteilte ihn zu zehn Jahren Haft. Am 15. November 1954 wurde er freigelassen und arbeitete im Untergrund als Seelsorger und Lehrer. 1957 übernahm er als geheimer Bischof die Verantwortung für das Bistum und wurde erneut am 22. Oktober 1962 verhaftet. Der Vorwurf lautete staatsfeindliche religiöse Tätigkeiten und wurde mit einer fünfjährigen Haft im Gefängnis von Iwano-Frankiwsk, dem früheren Stanislaw, geahndet. Nach seiner Freilassung lebte er ab 1968 in Iwano-Frankiwsk und widmete sich im Untergrund der Priesterausbildung. Er wurde dort von den Polizeibehörden mehrmals und immer wieder vorgeladen. Ein plötzlicher Schwächeanfall führte am 2. Dezember 1973 zum Tod. Am 26. Februar 1992 wurde Iwan Slesjuk vom Landgericht Iwano-Frankiwsk, für die zweite Haftzeit von 1962 bis 1967, offiziell rehabilitiert. Bischof Slesjuk wurde am 27. Juni 2001, gemeinsam mit vierundzwanzig weiteren ehrwürdigen Dienern und Dienerinnen Gottes, zum Märtyrer und Seligen der Griechisch-Katholischen Kirche der Ukrainer öffentlich benannt.